# Scambopus
Scambopus é um género botânico pertencente à família Brassicaceae.